# Hans-Joachim Lang
Hans-Joachim Lang (Spira, 6 agosto 1951) è un giornalista e storico tedesco, professore aggiunto di antropologia culturale presso l'Istituto Ludwig-Uhland dell'Università di Tubinga.
È autore del pluripremiato libro Die Namen der Nummern, pubblicato nel 2004, che identifica tutte le vittime uccise nella camera a gas del campo di concentramento di Natzweiler-Struthof per conto dell'anatomista nazista August Hirt, nell'ambito del progetto nazista di creare una collezione pseudo-scientifica di scheletri ebraici.

## Biografia
È nato e cresciuto a Spira. Nel 1980 ha conseguito il dottorato in studi tedeschi e scienze politiche presso l'Università di Tubinga, nel Baden-Württemberg, dove ha studiato con il sociologo francese Freddy Raphael. Nel 1982 è diventato redattore della sezione scientifica del quotidiano Schwäbisches Tagblatt di Tubinga. È entrato a far parte della facoltà dell'Università di Tubinga, come professore aggiunto di antropologia culturale presso il Ludwig-Uhland Institute for Empirical Cultural Studies.
Nel 1989, Lang e il coautore e giornalista Wolfgang Moser rifiutarono il Fritz-Sänger-Preis für mutigen Journalismus a causa del lavoro di Sanger per l'agenzia di stampa nazista sotto il ministro della Propaganda Joseph Goebbels dal 1933 al 1945. Lang ha condotto questa ricerca nel tempo libero per 20 anni, quando lavorava come giornalista scientifico. Dal 2013 è professore onorario.
In un'intervista, Lang sottolinea i cambiamenti avvenuti in Francia nel periodo della sua ricerca. Inizialmente molte istituzioni non hanno risposto alla sua richiesta di informazioni, "le istituzioni in Francia non amavano collaborare", ma 11 anni dopo la situazione è cambiata:"Il dottor Hans-Joachim Lang ha identificato le vittime nel 2004. Undici anni dopo il dottor Raphael Toledano, ricercatore francese, ha trovato insieme al direttore dell'Istituto di medicina legale tre piccoli contenitori di vetro, in cui erano conservati minuscoli pezzi di uno stomaco umano e cinque piccoli pezzi di pelle, che possono essere attribuiti a Menachem Taffel, una delle 86 vittime". Questi cambiamenti in Francia non hanno inibito la sua ricerca, pubblicata per la prima volta nel 2004, e hanno permesso al materiale pubblicato di chiarire la natura di ciò che l'Università tedesca ha fatto quando faceva parte del Reich tedesco durante la Seconda Guerra Mondiale. Il cambio di passo francese è evidente nei film documentari realizzati nel 2013-2014 e nel materiale aggiunto pubblicato sul sito web di Lang dopo la pubblicazione del suo libro.

## Die Namen der Nummern

### Collezione di scheletri ebrei

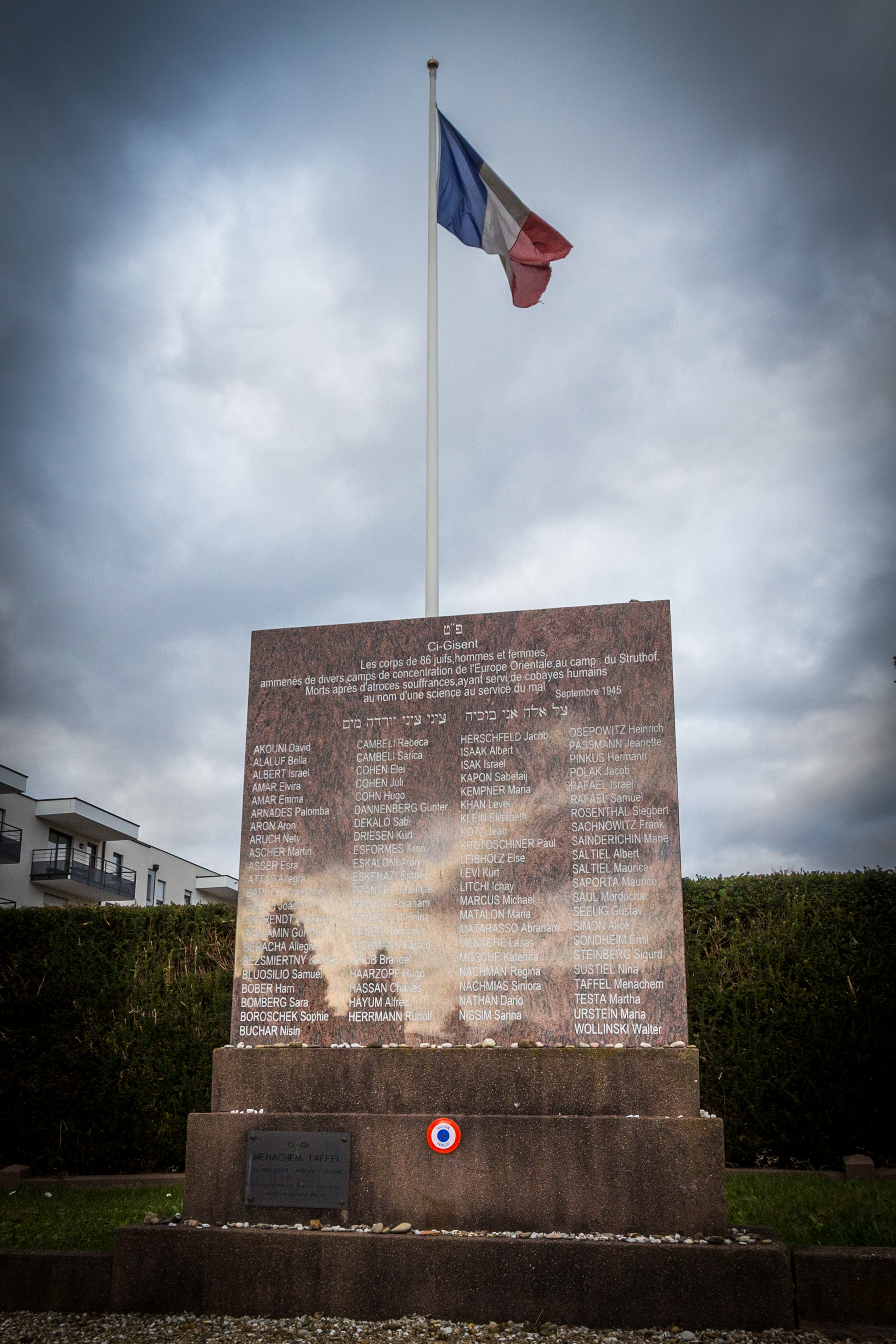
Monumento alle 86 vittime nel cimitero ebraico di Cronenbourg, vicino a Strasburgo.

Nel giugno 1943, gli antropologi SS-Hauptsturmführer Bruno Beger di Monaco e Hans Fleischhacker di Tubinga selezionarono 86 prigionieri ebrei ad Auschwitz per conto dell'organizzazione di ricerca delle SS Ahnenerbe, che sosteneva il progetto del professore di anatomia August Hirt di creare una collezione di scheletri anatomici ebrei. Durante l'occupazione tedesca Hirt fu nominato capo dell'Istituto anatomico presso la Reichsuniversität Straßburg (Università del Reichs di Strasburgo) nel 1941.

29 donne e 57 uomini provenienti da 8 diversi Paesi furono selezionati da Beger e Fleischbacker tra i prigionieri ebrei di Auschwitz e portati al campo di concentramento di Natzweiler-Struthof; qui furono registrate le radiografie del cranio e i gruppi sanguigni. Nei giorni 11, 13, 17 e 19 agosto 1943, il comandante del campo uccise 86 persone nella camera a gas esclusivamente per gli esperimenti con gas velenosi sui prigionieri. Le vittime furono trasportate dalle SS dal campo di Natzweiler alla Reichsuniversität Straßburg. Con l'avvicinarsi delle truppe alleate, questi corpi, conservati in formalina, furono nascosti nel seminterrato dell'Istituto di Anatomia, dove furono in seguito scoperti. Il 23 novembre 1944, Strasburgo fu liberata dalla 7th Army statunitense al comando del Gen. Alexander Patch. Tre settimane dopo il tribunale militare francese iniziò le indagini.

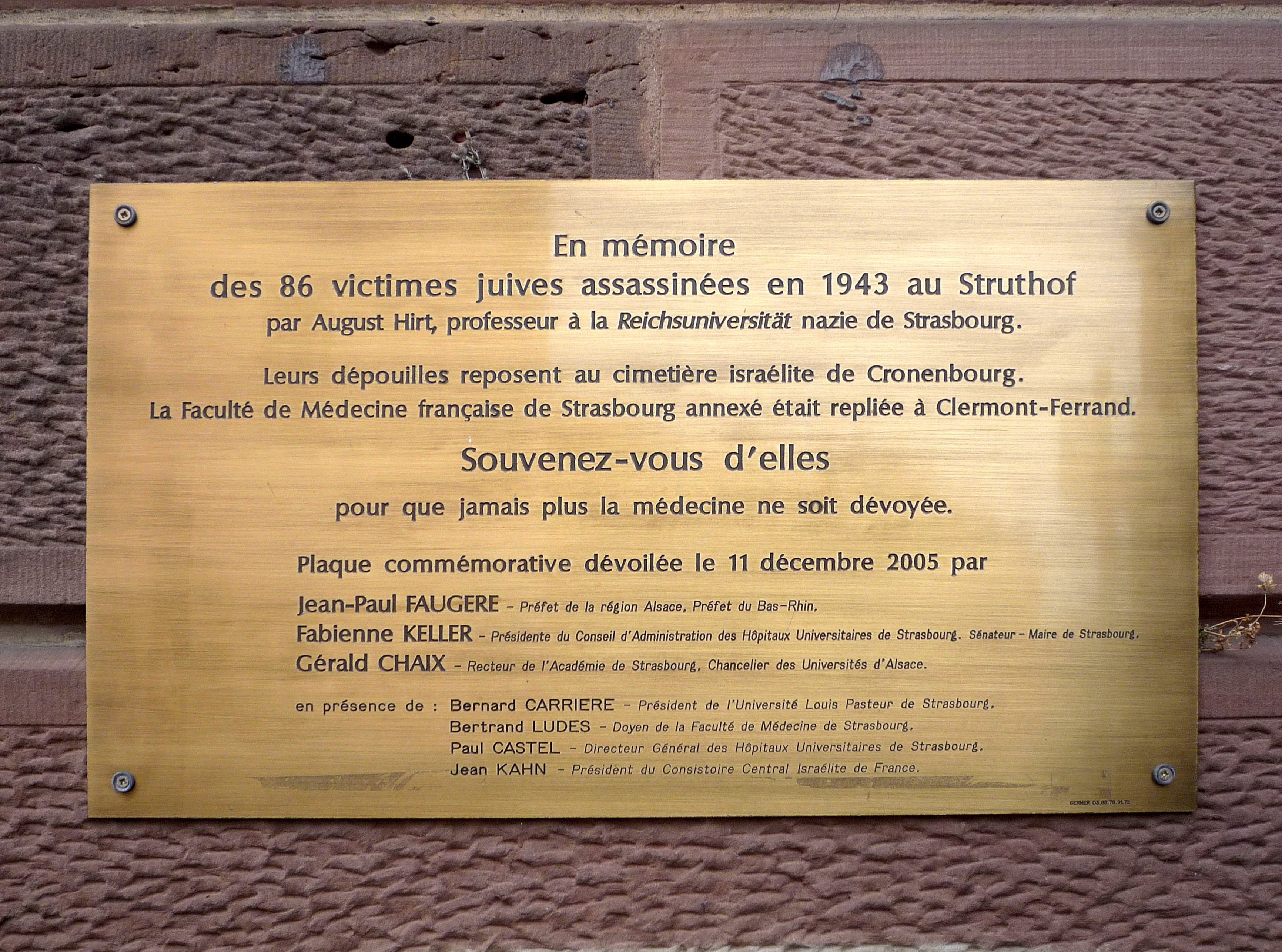
Targa commemorativa presso l'Istituto di Anatomia dell'Università di Strasburgo.

Il 3 gennaio 1945, un articolo del quotidiano londinese Daily Mail riportò la notizia del ritrovamento degli 86 corpi nell'Istituto Anatomico della Reichsuniversität Straßburg. L'"Ufficio francese per le indagini sui crimini di guerra" fotografò i resti e ne documentò il ritrovamento. Le prove raccolte costituirono la base del successivo processo contro August Hirt da parte del Tribunale per i crimini di guerra di Metz nel 1954. L'esercito francese, che controllava Strasburgo, rinunciò a cercare di identificare le vittime e seppellì i corpi in una fossa comune nel locale cimitero ebraico.
Al Processo di Norimberga del 1946, l'assistente di anatomia di Hirt, Henri Henrypierre (o Henripierre), testimoniò di aver annotato i numeri tatuati sulle braccia dei cadaveri portati all'Istituto e di averne tenuto una registrazione segreta per suo interesse, nascosta nell'appartamento. August Hirt fu condannato a morte in contumacia il 23 dicembre 1953, ma all'epoca ancora non si sapeva che Hirt si era sparato alla testa il 2 giugno 1945 a Schluchsee, nel Baden-Württemberg.

### Identificazione delle vittime

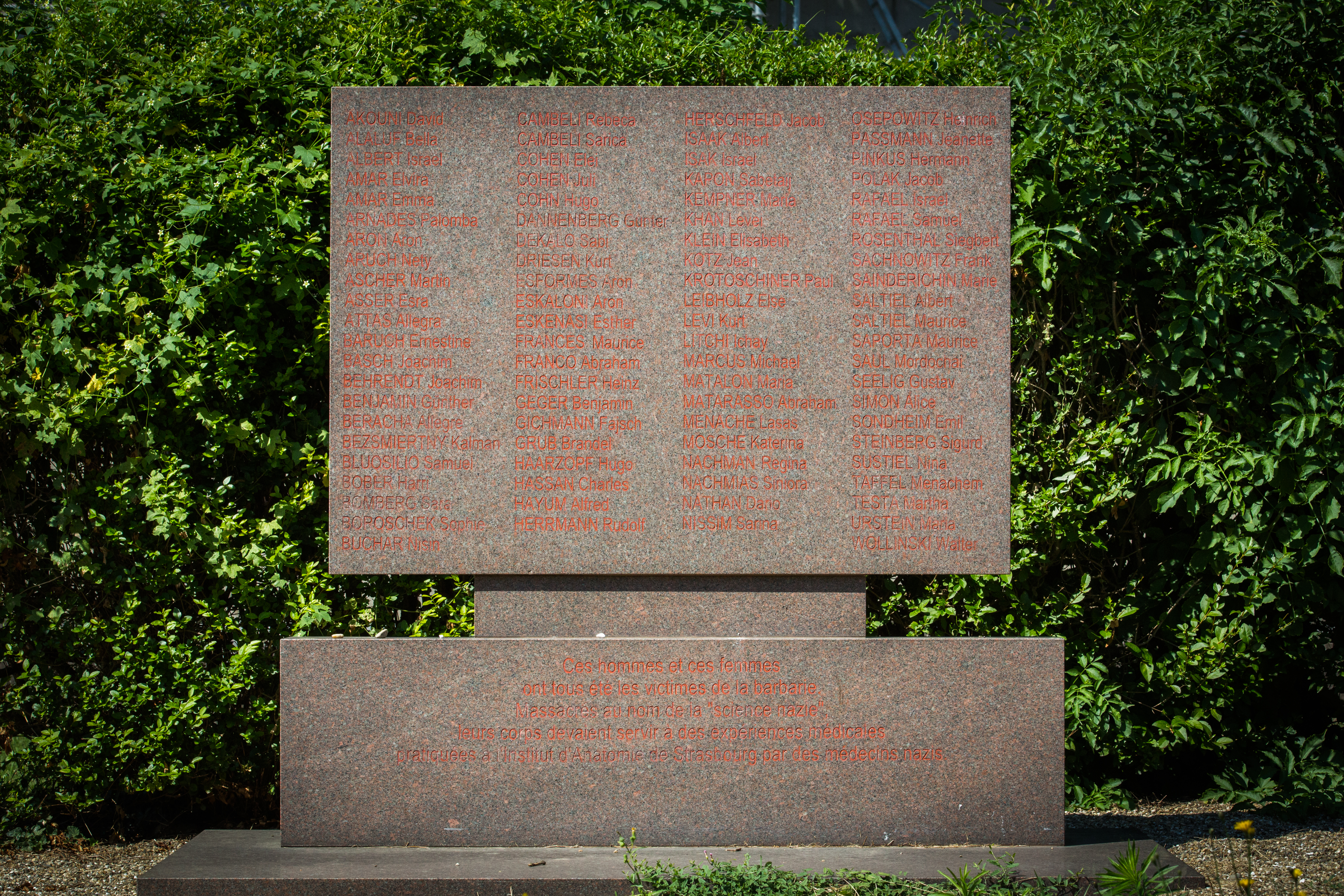
Targa commemorativa con i nomi delle 86 vittime nel cimitero ebraico di Cronenbourg.

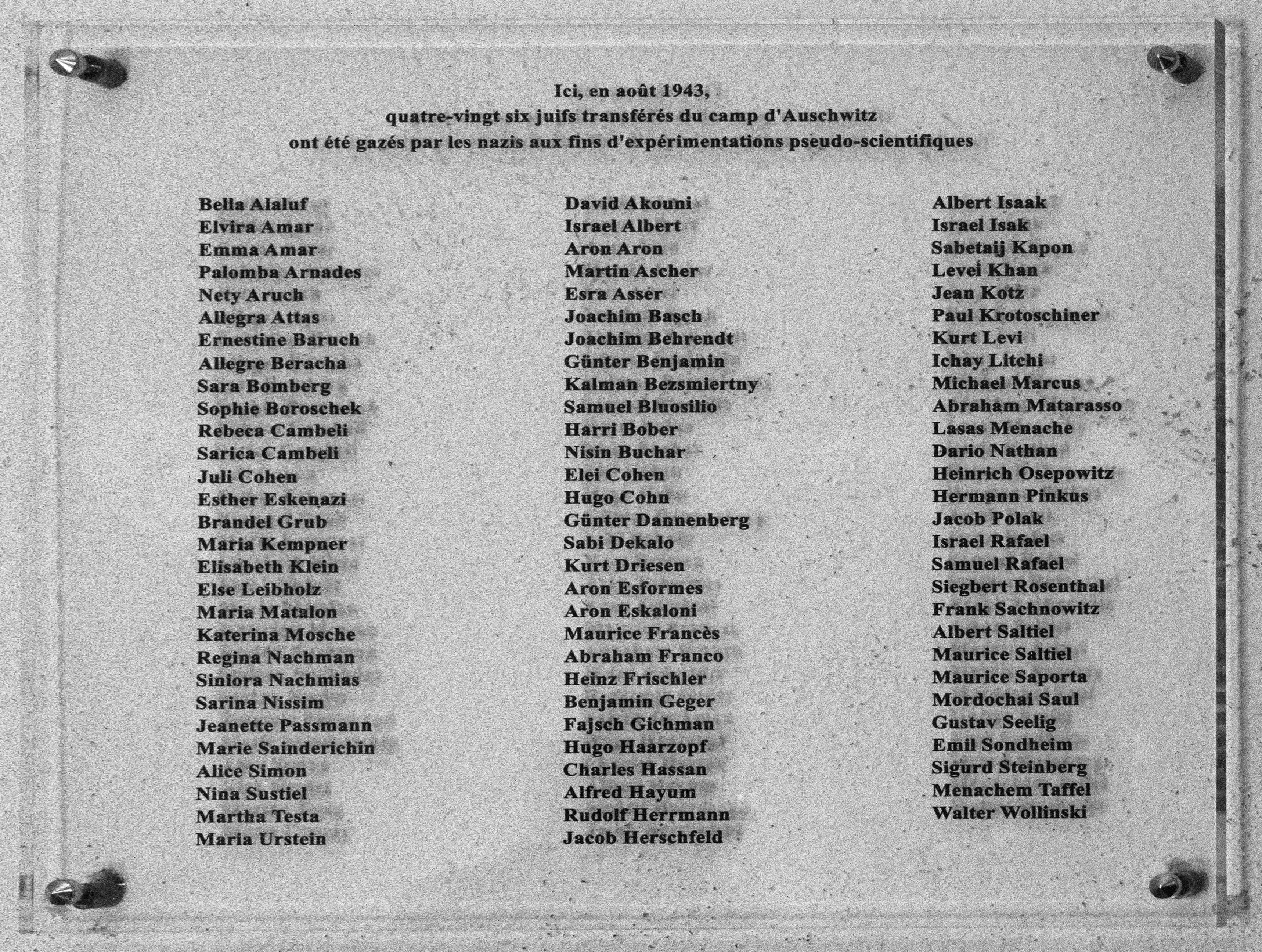
Targa commemorativa con i nomi delle vittime all'esterno della camera a gas del campo di concentramento di Natzweiler-Struthof

Mentre lavorava allo Schwäbisches Tagblatt, Lang studiò i crimini di guerra commessi da August Hirt presso la Reichsuniversität Straßburg e cercò di determinare l'identità delle vittime della collezione. Oltre a Serge Klarsfeld, che ha documentato i suoi tentativi nel suo libro Le Mémorial de la déportation des Juifs de France, nessun altro tentativo era stato provato in precedenza per identificare queste persone.
Nel 1998 Lang trova gli archivi della Reichsuniversität situati presso il Museo Memoriale dell'Olocausto degli Stati Uniti, tra cui la copia scritta a mano dei numeri registrati dall'assistente di Hirt, Henri Henrypierre. Confrontando gli archivi del campo di concentramento di Auschwitz e dello Yad Vashem, Lang fu in grado di identificare i nomi di tutte le 86 vittime insieme ad altre informazioni identificative, tra cui le occupazioni e il luogo di origine: nel 2004 ha pubblicato le identità e le biografie di tutte le 86 vittime nel libro Die Namen der Nummern, mentre le biografie delle vittime sono disponibili online e sul sito web dello United States Holocaust Memorial Museum.
Nel novembre 2005 i resti di queste persone sono stati sepolti nel cimitero ebraico di Cronenbourg, alla periferia di Strasburgo. Il mese successivo è stato eretto un monumento al cimitero con riportati i nomi delle 86 vittime e una targa commemorativa con i nomi delle vittime è stata posta all'esterno dell'Istituto di Anatomia dell'Ospedale Universitario di Strasburgo.
In un articolo apparso sugli Annals of Anatomy nel 2013, Lang ha dichiarato:
()

### Riconoscimento del lavoro
Bazelon ha osservato che "la scoperta più sorprendente [nell'identificazione delle vittime degli anatomisti nazisti] viene dal giornalista tedesco e professore di cultura di Tubinga Hans-Joachim Lang".
Il professor Urban Wiesing, dell'Istituto di Etica e Storia della Medicina dell'Università di Tubinga, ha scritto che: "[Il libro] è più di un saggio sulla catastrofe morale della medicina. Racconta non solo di un crimine, ma scrive anche la storia in un modo speciale, un passo più in là: restituisce alle vittime i loro nomi".

## Riconoscimenti

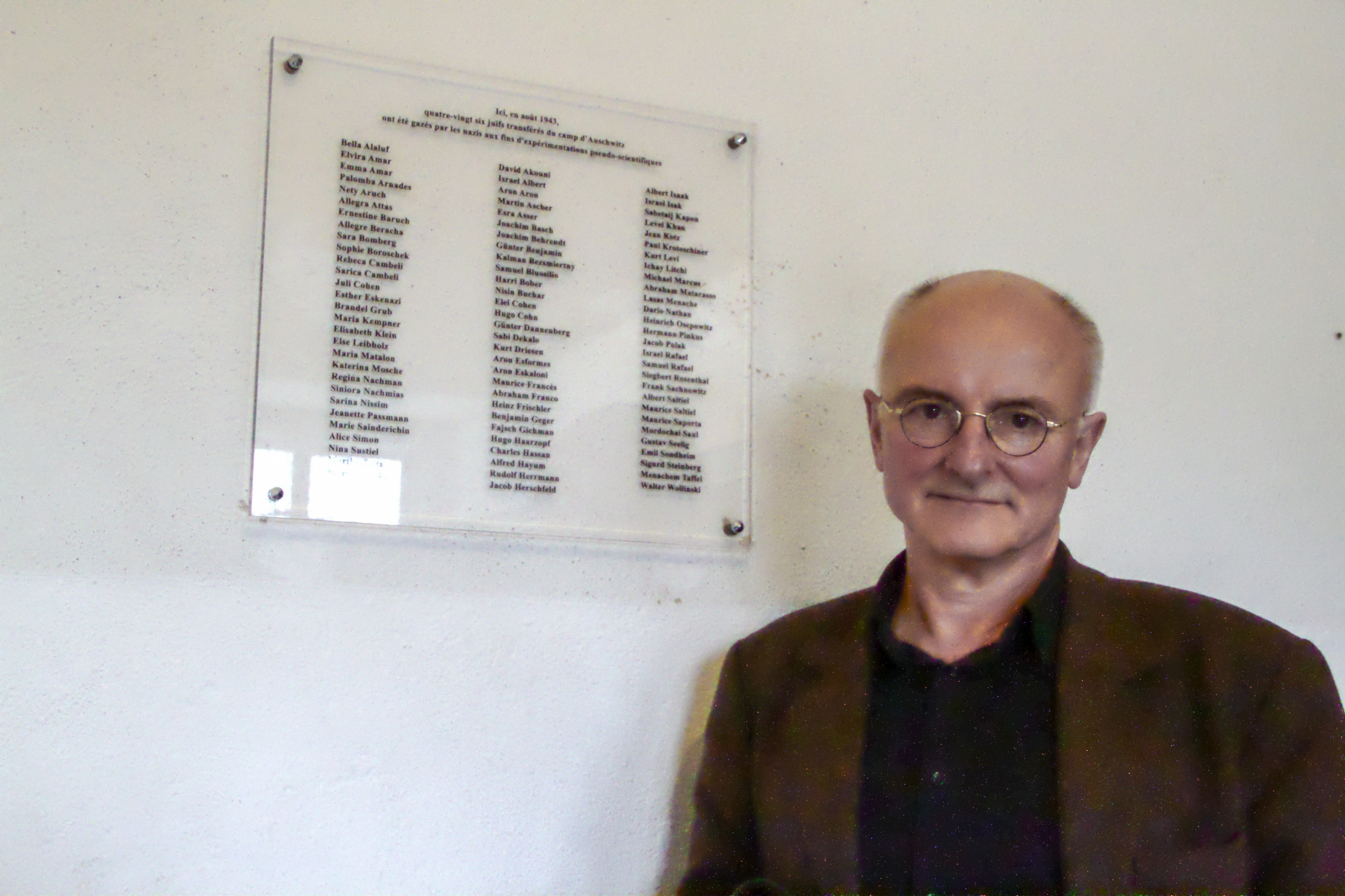
Hans Joachim Lang davanti alla targa in memoria degli 86 ebrei uccisi nell'agosto 1943 nella camera a gas del campo di concentramento di Natzweiler-Struthof.

- Hans Joachim Lang davanti alla targa in memoria degli 86 ebrei uccisi nell'agosto 1943 nella camera a gas del campo di concentramento di Natzweiler-Struthof.1989 – Wächterpreis der deutschen Tagespresse,[19] per il suo articolo sul tribunale regionale di Tubinga;
- 2004 – Prize of the Auschwitz Foundation per Die Namen der Nummern.[19]
- 2008 – Leonhart Fuchs Medal of the Medical Faculty of the Eberhard Karls University of Tübingen per Die Namen der Nummern.[20]

## Altre opere e pubblicazioni
Lang ha scritto diversi libri e articoli sul tema dell'olocausto e sui crimini di guerra nazisti. Il suo libro Die Frauen von Block 10: Medizinische Versuche in Auschwitz racconta la storia di 800 donne sottoposte a esperimenti medici pseudoscientifici ad Auschwitz e fornisce informazioni biografiche sulle vittime.
Il libro Als Christ nenne ich Sie einen Lügner - Theodor Rollers Aufbegehren gegen Hitler racconta la storia di un giovane contabile di banca di nome Theodor Roller che si rifiutò di firmare un giuramento di fedeltà ad Adolf Hitler e a cui scrisse delle lettere spiegando la sua fede. Di conseguenza, fu imprigionato in una struttura psichiatrica.
Un articolo scritto da Lang per Die Zeit racconta dell'ultima persona giustiziata per omicidio nel 1948 dal governo della Germania occidentale all'indomani della seconda guerra mondiale.

### Libri
- (DE) Hans-Joachim Lang, Parteipressemitteilungen im Kommunikationsfluß politischer Nachrichten : eine Fallstudie über den Einfluß politischer Werbung auf Nachrichtentexte. (revised doctoral thesis), Frankfurt am Main, Peter D. Lang, 1980, ISBN 3-8204-6781-5.
- (DE) Hans-Joachim Lang, Die Namen der Nummern: wie es gelang, die 86 Opfer eines NS-Verbrechens zu identifizieren, Hamburg, Hoffmann und Campe, 2004, ISBN 978-3455094640.
- (DE) Hans-Joachim Lang, "Als Christ nenne ich Sie einen Lügner" : Theodor Rollers Aufbegehren gegen Hitler, Hamburg, Hoffmann und Campe, 2009, ISBN 978-3-4555-0104-9.
- (DE) Hans-Joachim Lang, Die Frauen von Block 10: Medizinische Versuche in Auschwitz, Hamburg, Hoffmann und Campe, 2011, ISBN 978-3455502220.